# Texte d'exécration

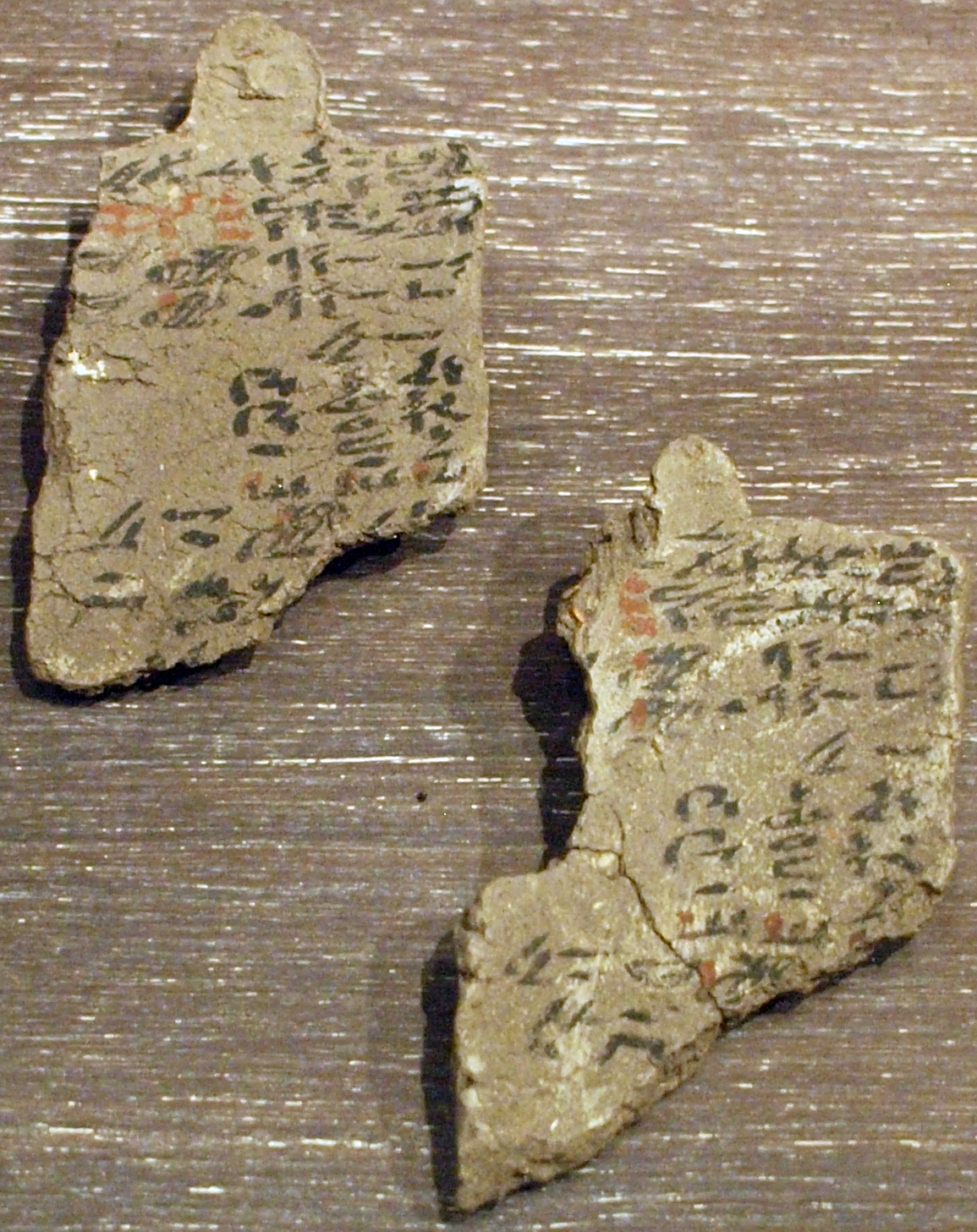
Deux textes d'exécration,

Un texte d'exécration est un texte à vocation magique qui tente d'attirer le malheur sur les ennemis de l'État pharaonique, qu'il s'agisse de potentiels rebelles égyptiens ou d'étrangers. Les noms de villes et de leurs dirigeants sont inscrits, accompagnés de malédictions, sur des ostraca qui sont ensuite brisés et dont les fragments sont placés près des tombes ou des sites rituels. Cette pratique est plus fréquente en période de conflit avec les voisins asiatiques de l'Égypte.
Il existe trois ensembles de textes, découverts au XIXe siècle, datant de l'époque de la XIIe dynastie. Ces textes permettent d'avoir connaissance des noms de pays et de dirigeants du Proche-Orient ancien entre le XXe siècle et le XVIIIe siècle avant notre ère.
La première publication de textes d'exécration (les textes de Berlin) a été faite par Kurt Sethe en 1926 ; Georges Posener en a publié un peu plus en 1957 (les textes de Bruxelles). Le groupe dit « Mirgissa texts » est publié par Yvan Koenig en 1990. 